# Katalin Engelhardt
Katalin Engelhardt (Mezőhegyes, 17 de marzo de 1971) es una deportista húngara que compitió en natación adaptada. Ganó seis medallas en los Juegos Paralímpicos de Verano entre los años 1992 y 2004.

## Palmarés internacional
| Juegos Paralímpicos | Juegos Paralímpicos      | Juegos Paralímpicos | Juegos Paralímpicos   |
| Año                 | Lugar                    | Medalla             | Prueba                |
| ------------------- | ------------------------ | ------------------- | --------------------- |
| 1992                | Barcelona (España)       | Medalla de plata    | 50 m mariposa S6      |
| 1996                | Atlanta (Estados Unidos) | Medalla de oro      | 4 × 50 m estilos S1-6 |
| 1996                | Atlanta (Estados Unidos) | Medalla de bronce   | 50 m mariposa S5      |
| 1996                | Atlanta (Estados Unidos) | Medalla de bronce   | 200 m estilos SM5     |
| 2000                | Sídney (Australia)       | Medalla de bronce   | 50 m mariposa S5      |
| 2004                | Atenas (Grecia)          | Medalla de bronce   | 50 m mariposa S5      |